# Thorstein Petersen
Thorstein Petersen (21. august 1899 i Tórshavn – 4. maj 1960) var en færøsk bankdirektør, jurist og politiker, der bl.a. var medlem af Folketinget.
Petersen var søn af Thomas J. Petersen og blev uddannet cand.jur. i 1928. Han oprettede Sjóvinnubankin i 1932 og dannede partiet Vinnuflokkurin i 1935. Vinnuflokkurin gik ind i Fólkaflokkurin i 1939, og Petersen repræsenterede partiet i Lagtinget fra 1940-54. Han var formand for lagtinget 1943-45, 1945-46 og 1950. Han var minister uden portefølje og vicelagmand i Kristian Djurhuus' første regering og formand for Fólkaflokkurins lagtingsgruppe 1946-52. Han var desuden medlem af Folketinget fra 1943-50, samt fra folketingsvalget 1957 til 5. juli 1957. Han blev det første folketingsmedlem siden Grundloven af 1953 som mistede sin valgbarhed. Det skete efter han ved højesteret var idømt 40 dages fængsel for bl.a. overtrædelse af banklovgivningen.

## Øvrige kilder
- Kraks Blå Bog 1949